# Amstel Gold Race 2024
L'Amstel Gold Race 2024, cinquantasettesima edizione della corsa e valevole come diciassettesima prova dell'UCI World Tour 2024 categoria 1.UWT, si svolse il 14 aprile 2024 su un percorso di 253,6 km, con partenza da Maastricht e arrivo a Berg en Terblijt, nei Paesi Bassi. La vittoria fu appannaggio del britannico Thomas Pidcock, il quale completò il percorso in 5h58'17", alla media di 42,469 km/h, precedendo lo svizzero Marc Hirschi e il belga Tiesj Benoot.
Sul traguardo di Berg en Terblijt 125 ciclisti, su 175 partiti da Maastricht, portarono a termine la competizione.

## Squadre e corridori partecipanti
Al via 25 formazioni.
| N.      | Cod. | Squadra                         |
| ------- | ---- | ------------------------------- |
| 1-7     | UAD  | UAE Team Emirates               |
| 11-17   | EFE  | EF Education-EasyPost           |
| 21-27   | IGD  | Ineos Grenadiers                |
| 31-37   | ADC  | Alpecin-Deceuninck              |
| 41-47   | TVL  | Team Visma-Lease a Bike         |
| 51-57   | SOQ  | Soudal Quick-Step               |
| 61-67   | DSM  | Team DSM-Firmenich PostNL       |
| 71-77   | BOH  | Bora-Hansgrohe                  |
| 81-87   | AST  | Astana Qazaqstan Team           |
| 91-97   | JAY  | Team Jayco AlUla                |
| 101-107 | IWA  | Intermarché-Wanty               |
| 111-117 | LTK  | Lidl-Trek                       |
| 121-127 | DAT  | Decathlon AG2R La Mondiale Team |

| N.      | Cod. | Squadra                 |
| ------- | ---- | ----------------------- |
| 131-137 | ARK  | Arkéa-B&B Hotels        |
| 141-147 | GFC  | Groupama-FDJ            |
| 151-157 | TBV  | Bahrain Victorious      |
| 161-167 | COF  | Cofidis                 |
| 171-177 | MOV  | Movistar Team           |
| 181-187 | TBT  | TDT-Unibet Cycling Team |
| 191-197 | UXT  | Uno-X Mobility          |
| 201-207 | TFB  | Team Flanders-Baloise   |
| 211-217 | IPT  | Israel-Premier Tech     |
| 221-227 | LTD  | Lotto Dstny             |
| 231-237 | TUD  | Tudor Pro Cycling Team  |
| 241-247 | Q36  | Q36.5 Pro Cycling Team  |

## Ordine d'arrivo (Top 10)
| Pos. | Corridore         | Squadra   | Tempo    |
| ---- | ----------------- | --------- | -------- |
| 1    | Thomas Pidcock    | Ineos     | 5h58'17" |
| 2    | Marc Hirschi      | UAE       | s.t.     |
| 3    | Tiesj Benoot      | Visma     | s.t.     |
| 4    | Mauri Vansevenant | Soudal    | s.t.     |
| 5    | Paul Lapeira      | Decathlon | s.t.     |
| 6    | Valentin Madouas  | Groupama  | s.t.     |
| 7    | Bauke Mollema     | Lidl      | s.t.     |
| 8    | Quentin Pacher    | Groupama  | s.t.     |
| 9    | Pello Bilbao      | Bahrain   | s.t.     |
| 10   | Michael Matthews  | Jayco     | a 11"    |